# 林肯鎮區 (內布拉斯加州卡明縣)
林肯鎮區（英語：Lincoln Township）是位於美國內布拉斯加州卡明縣的一個行政鎮區。

## 地方資料
林肯鎮區的面積為93.21平方千米，皆為陸地。根據2020年美國人口普查的數據，當地共有人口198人，而人口密度為每平方千米2.12人。